# Noj Trocki

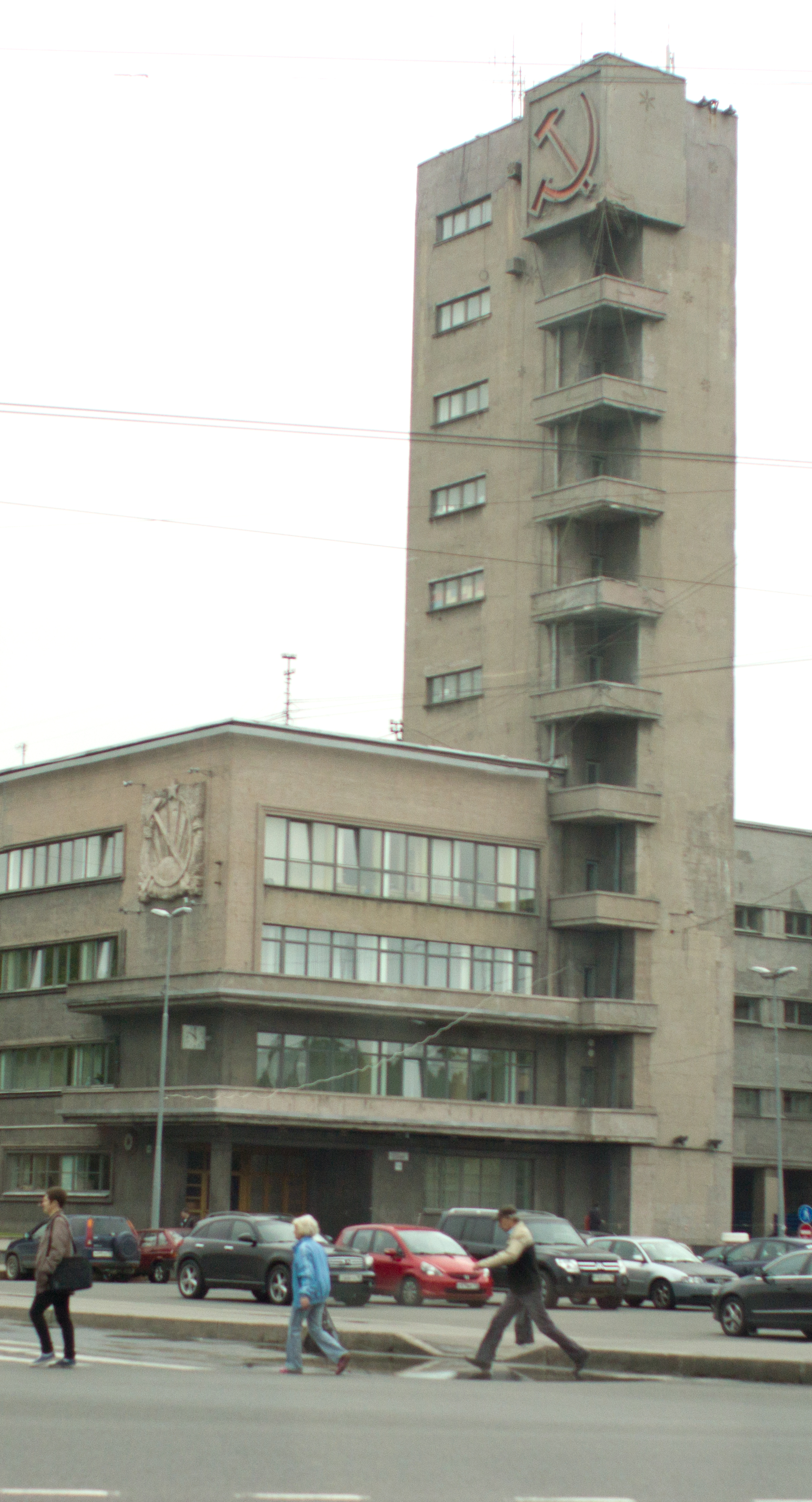
Budynek projektu Noja Trockiego w Petersburgu

Noj Abramowicz Trocki ros. Ной Абрамович Троцкий (ur. 15 marca?/27 marca 1895 w Petersburgu, zm. 1940 tamże) – radziecki architekt.
Urodzony w Petersburgu. Sztuk plastycznych uczył się u malarza Nikołaja Roericha, był absolwentem Akademii Sztuk Pięknych w Petersburgu, którą ukończył w 1920 roku, oraz II Politechniki w 1921 roku. Był także w tym czasie uczniem architekta Iwana Fomina.
Noj Trocki znany jest najbardziej jako autor projektów Domu Sowietów w Petersburgu, który w roku jego ukończenia był największym budynkiem biurowym w Petersburgu (wówczas Leningradzie), ukończono go po śmierci samego architekta, w 1941 roku. Trocki zaprojektował również Wielki Dom przy Prospekcie Litiejnym - siedzibę leningradzkiego oddziału NKWD z aresztem, następnie użytkowaną przez KGB i FSB, a także był współautorem projektu kompleksowej przebudowy Dzielnicy Narwskiej, obejmującego wzniesienie od podstaw nowych robotniczych osiedli. 